# Happy 1000
De Happy 1000 wordt gekozen door de luisteraars van het Vlaamse radiostation Radio Donna. In 2007 was er de Happy 600. In 2008 kwam er een vervolg: de Happy 1000. Donna stond bekend als de office-radio van Vlaanderen. De top is bedoeld voor mensen die op het werk zijn een 'happy' gevoel te bezorgen.

## De beste 20 uit de happy 1000 (2008)
| Happy 1000 | Happy 600 | Titel                        | Artiest             |
| ---------- | --------- | ---------------------------- | ------------------- |
| 1          | -         | Relax, take it easy          | Mika                |
| 2          | 11        | Vonken en vuur               | Clouseau            |
| 3          | 2         | Summer of '69                | Bryan Adams         |
| 4          | 126       | Rhythm is a dancer           | Snap                |
| 5          | -         | Don't stop the music         | Rihanna             |
| 6          | 13        | Livin' la vida loca          | Ricky Martin        |
| 7          | 6         | Beautiful day                | U2                  |
| 8          | -         | Lift u up                    | 2 Fabiola           |
| 9          | 1         | En dans                      | Clouseau            |
| 10         | 9         | I'm So Excited               | Pointer Sisters     |
| 11         | 16        | Can't Get You Out of My Head | Kylie Minogue       |
| 12         | 8         | Dromen zijn bedrog           | Marco Borsato       |
| 13         | 32        | It's my life                 | Bon Jovi            |
| 14         | 10        | Take on me                   | a-ha                |
| 15         | -         | No limit                     | 2 unlimited         |
| 16         | -         | Big girl (you are beautiful) | Mika                |
| 17         | 27        | Billie Jean                  | Michael Jackson     |
| 18         | 4         | I've only begun to fight     | Natalia             |
| 19         | 66        | The final countdown          | Europe              |
| 20         | -         | Jij bent zo                  | Jeroen van der Boom |

## De beste 20 uit de Happy 600 (2007)
| Happy 600 | Titel                        | Artiest           |
| --------- | ---------------------------- | ----------------- |
| 1         | En Dans                      | Clouseau          |
| 2         | Summer Of '69                | Bryan Adams       |
| 3         | Love Generation              | Bob Sinclar       |
| 4         | I've only begun to fight     | Natalia           |
| 5         | I Don't Feel Like Dancing    | Scissor Sisters   |
| 6         | Beautiful day                | U2                |
| 7         | Grace Kelly                  | Mika              |
| 8         | Dromen zijn bedrog           | Marco Borsato     |
| 9         | I'm so excited               | Pointer Sisters   |
| 10        | Take On Me                   | A-ha              |
| 11        | Vonken en vuur               | Clouseau          |
| 12        | Dancing queen                | ABBA              |
| 13        | Livin' La Vida Loca          | Ricky Martin      |
| 14        | Lena                         | 2 Belgen          |
| 15        | Wanna be startin' somethin'  | Michael Jackson   |
| 16        | Can't Get You Out Of My Head | Kylie Minogue     |
| 17        | The best                     | Tina Turner       |
| 18        | Risin                        | Natalia           |
| 19        | Dancing In The Dark          | Bruce Springsteen |
| 20        | Sensualité                   | Axelle Red        |